# 5133 Phillipadams
5133 Phillipadams eller 1990 PA är en asteroid i huvudbältet som upptäcktes den 12 augusti 1990 av den australiensiske astronomen Robert H. McNaught vid Siding Spring-observatoriet. Den är uppkallad efter australiensaren Phillip Adams.
Asteroiden har en diameter på ungefär 22 kilometer.